# Kaljub
Kaljub (arab. قليوب) – miasto w Egipcie, oddalone niecałe 20 km na północ od centrum Kairu w muhafazie Al-Kaljubijja.
21 sierpnia 2006 roku miała w nim miejsce katastrofa kolejowa. W wyniku kolizji dwóch przepełnionych składów życie straciło 80 osób, a 160 zostało rannych. 16 marca 2008 roku 23 osoby zginęły, a 13 zostały ranne w wyniku czołowego zderzenia rozpędzonej ciężarówki z pojazdem przewożącym policyjnych rekrutów, do którego doszło na autostradzie A-1 (Kair - Aleksandria).